# Véhiposte
 (septembre 2014).
Si vous disposez d'ouvrages ou d'articles de référence ou si vous connaissez des sites web de qualité traitant du thème abordé ici, merci de compléter l'article en donnant les références utiles à sa vérifiabilité et en les liant à la section « Notes et références ».
 (juillet 2020).
Si vous êtes l’auteur de ce texte, vous êtes invité à donner votre avis ici. À moins qu’il soit démontré que l’auteur de la page autorise la reproduction et que ce contenu soit compatible avec les principes fondateurs de Wikipédia, cette page sera supprimée ou purgée au bout d’une semaine maximum. En attendant le retrait de cet avertissement, veuillez ne pas réutiliser ce texte.
Véhiposte est la filiale de location longue durée automobile du groupe La Poste.
Créée en 2006, Véhiposte est la filiale du groupe chargée du financement et de la gestion des véhicules de La Poste.
Membre du SNLVLD(Syndicat national des loueurs de véhicules longue durée) depuis 2009, Véhiposte propose des prestations de Location Longues Durée à l'ensemble des directions, branches et filiales du groupe La Poste. 

## Histoire
En 2008, Véhiposte intègre le CSP (Centre de services partagés) regroupant les principaux services transversaux de La Poste (informatique, téléphonie, logistique...) aux services des Branches (courrier, colis, banque et réseau).
En 2011, après la dissolution du CSP, Véhiposte devient une filiale de premier rang et continue de développer son activité (de location, de gestion, de conseil...) auprès des filiales du groupe.
En 2011, le groupe La Poste pilote avec l'UGAP le premier appel d'offres de grande envergure pour l'acquisition de véhicules électriques. Avec un engagement de 10 000 véhicules utilitaires électriques de 3M3 d'ici 2015, La Poste confirme son engagement dans la recherche de solutions environnementales à sa politique de transport. C'est tout naturellement Véhiposte, filiale du groupe, qui prend en charge  le financement, la gestion et le déploiement de ces véhicules.
À fin 2012 avec plus de 1 600 véhicules électriques mis à la route, Véhiposte devient le premier loueur national de véhicules électriques.
À fin 2013, avec plus de 4 500 matériels électriques mis à la route, Véhiposte devient le premier loueur Européen de véhicules électriques.
En 2015, avec plus de 8 000 matériels électriques à la route, Véhiposte est le premier loueur mondial de véhicules d'entreprises.
En 2016 Véhiposte ouvre ses prestations à l'externe (hors Groupe La Poste), en proposant des solutions de gestion pour compte (Fleet Management) de parc automobiles aux entreprises des secteurs publics et privés.
En 2018, Le parc géré est de plus de 60 000 véhicules utilitaires légers, véhicules particuliers, scooters (50 et 125 cm3) et poids lourds.
Véhiposte gère le 1er parc mondial de véhicules électriques d'entreprise avec plus de 13500 matériels actifs.